# 伯班克鎮區 (明尼蘇達州坎迪約希縣)
伯班克鎮區（英語：Burbank Township）是位於美國明尼蘇達州坎迪約希縣的一個行政鎮區。

## 歷史
伯班克鎮區於1866年設立，得名自來自當地商人亨利·克萊·伯班克（Henry Clay Burbank）。

## 地方資料
伯班克鎮區的面積為92.67平方千米，當中陸地面積為85.47平方千米，而水域面積為7.19平方千米。根據2020年美國人口普查的數據，當地共有人口571人，而人口密度為每平方千米6.16人。